# Codul penal al Austriei
Codul penal austriac (în germană österreichische Strafgesetzbuch, prescurtat öStGB) sistematizează chestiunile fundamentale ale dreptului penal austriac. Legea, promulgată la 23 ianuarie 1974, a intrat în vigoare cu data de 1 ianuarie 1975.